# Římskokatolická farnost Povýšení svatého Kříže Prostějov
Římskokatolická farnost Povýšení svatého Kříže Prostějov je územním společenstvím římských katolíků v rámci prostějovského děkanátu Olomoucké arcidiecéze s farním kostelem Povýšení svatého Kříže. Přesný rok založení farnosti není znám. Odhaduje se období před rokem 1200. Farnost sdružuje věřící katolického vyznání na svém území a stará se o jejich duchovní a částečně sociální potřeby.
Do pastorační náplně patří udílení svátostí, příprava na přijetí svátostí (křest, svatba, první svaté přijímání, biřmování, svátost smíření), bohoslužby, katecheze, výuka náboženství, duchovní doprovázení, vedení biblických společenství, pobožnosti, benedikace a další služby. V rámci farnosti vychází časopis INRI, funguje zde knihovna, klubovna, pěvecký sbor a schola. Ve farnosti se scházejí společenství charismatické obnovy, neokatechumenátní hnutí, evangelizační buňka, společenství živého růžence, společenství mládeže, ministranti, senioři atd. V městské části Krasice se nachází Děkanátní centrum pro rodinu a Křesťanské centrum Matky Markéty. V kostelích se konají různé kulturní akce, koncerty, Noc kostelů, nebo každoroční předávání maturitního vysvědčení studentům Cyrilometodějského gymnázia. Pravidelné informace o chodu farnosti, liturgická čtení a svátky v týdnu jsou farníkům sdělovány prostřednictvím ohlášek a Nedělníku, který má od roku 2016 také elektronickou podobu.

## Duchovní správci
- farář a děkan R. D. Mgr. Jerzy Krzysztof Walczak (od roku 2024)
- kaplan excurrendo P. Pavel Barbořák SDS

## Historie
Související informace naleznete také v článku Klášter augustiniánů kanovníků (Prostějov).

### Vznik farnosti a založení kláštera
Počátky křesťanství na území farnosti jsou velmi starobylé a sahají do doby misijního působení sv. Cyrila a Metoděje. Z této doby se však nezachovaly žádné písemné zprávy. Za nejstarší zmíněnou sakrální stavbu ve městě se považuje kostel sv. Petra v bývalé osadě Prostějovice, tradičně ztotožňován s dnešním kostelem sv. Petra a Pavla. a opevněný kostelík sv. Kříže. Prostějovská fara byla v zeměpanském patronátu až do roku 1331, kdy patronátní správa přešla ke kolegiálnímu kostelu sv. Petra v Brně. Jména tehdejších farářů se nedochovala. Prvním známým duchovním správcem v historii farnosti byl plebán Jakub. První zmínka o něm je z roku 1383. Roku 1391 přešla se schválením olomouckého biskupa Mikuláše duchovní správa všech tehdejších prostějovských kostelů do pravomoci augustiniánského kláštera založeného Petrem I. z Kravař v duchu devotio moderna. Prvních 12 řeholníků v čele s proboštem do Prostějova přišlo z Roudnice nad Labem. Krátce po výstavbě, v roce 1430, byl klášter spolu s přilehlou farou, školou a kostelem vypálen husity.

### Nekatolická správa
Rokem 1522 skončila katolická duchovní správa a hlavní kostel připadl prostějovským kališníkům, kteří si v roce 1510 vyžádali právo volit vlastního kněze. Prvním nekatolickým knězem silně luterského zaměření se stal Jan Zahrádka. V 15. a 16. století Prostějov proslul nejen jako centrum kališnictví, ale i středisko nelegálních novokřtěnců a Jednoty bratrské. Ve městě působil např. Jan Blahoslav a Martin Michalec.

### Obnovení katolické správy
Katolická duchovní správa byla opět obnovena roku 1622 zásluhou knížete Karla z Lichtenštejna.  13. května 1624 kníže vyzval měšťany ke slavení slavnosti Božího Těla, ovšem výzva zůstala bez ohlasu, jelikož tou dobou se v Prostějově hlásili ke katolicismu pouze tři lidé. Rekatolizační úsilí majitelů panství nemělo zpočátku valný úspěch, jak o tom ve své zprávě z roku 1637 referoval farář Michal Prokop.  Když biskup František z Dietrichštejna vydal dekrety obsahující sankce pro nekatolíky, odešlo do exilu mnoho prostějovských občanů včetně evangelických kazatelů.

### Třicetiletá válka
Za třicetileté války obsadila Prostějov švédská vojska generála Torstenssona. Vojáci vyrabovali domy, radnici i kostel. Stejně se chovala i rakouská císařská armáda.

### Velký požár
27. dubna 1697 postihl Prostějov velký požár, nejzhoubnější živelná katastrofa v dějinách města. Středověká zástavba lehla popelem. Po požáru se začaly opravovat veřejné budovy včetně fary a kostela sv. Kříže, v jehož troskách zůstal ohněm nedotčen dřevěný kříž. Ten byl po tomto zázraku slavnostně povýšen na hlavní oltář a kostel získal nové zasvěcení Povýšení sv. Kříže. Od té doby je farní kostel také poutním místem.

### Josefínské reformy
Velké změny v životě farnosti a celé církve přineslo panování Josefa II. Císař zrušil nejméně polovinu existujících klášterů. Mnohé nemovitosti získala v dražbách rakouská armáda. V Prostějově to byl kapucínský klášter s kostelem sv. Barbory na dnešní Brněnské ulici. Zrušeny byly kaple sv. Anny v Drozdovicích a sv. Floriána, jejich vybavení bylo rozprodáno. Po zákazu pohřbívání v kostelech se přestaly ukládat ostatky v kryptě pod hlavním oltářem v kostele Povýšení sv. Kříže. Josef II. zrušil i většinu církevních spolků, které nijak materiálně nepřispívaly k rozvoji společnosti. Např. prostějovské bratrstvo sv. Kříže, které mělo v té době přes 5 000 členů. Dále byly výrazně omezeny náboženské poutě. Prostějovští farníci v baroku často putovali do Dubu nad Moravou, na Svatý Kopeček u Olomouce a do Křtin, kam město Prostějov věnovalo v roce 1723 záslibný obraz po velkém požáru. Mezi oblíbená zahraniční poutní místa patřila Čenstochová, Mariazell a výjimečně Řím.

### 19. století
14. října 1848 se stal Prostějov hostitelem císaře Ferdinanda, který se zde zastavil při útěku z Vídně do arcibiskupského paláce v Olomouci. Léta po nástupu Franze Josefa na trůn se nesla ve znamení absolutismu s postupnou germanizací. Zlepšení přinesla reforma správy města. První obecní volby se konaly v roce 1850 a prvním starostou byl zvolen Antonín Ficker. Ve volbách 1867 vyhrál Čech Florian Novák. Vítězství české městské správy mělo velký vliv na utváření města. Farář P. Josef Novák v té době podporoval český jazyk a národnost a byl za to jmenován čestným občanem Prostějova. V probíhající školské reformě figurovali i kněží z farní školy. V roce 1893 byly zakoupeny nové hodiny na kostelní věž. Byla opravena sousedící kaple Nejsvětější Trojice a provedena elektrifikace kostela.

### 20. století
Nejvýznamnější osobností farnosti se stal P. Karel Dostál-Lutinov, který zde rozvinul širokou škálu aktivit. Horlivě se věnoval pastorační, literární a spolkové činnosti. V roce 1906 realizoval velkou opravu kostela, ke které přizval významné umělce své doby: Františka Bílka, Jano Köhlera, Zdenku Vorlovou-Vlčkovou a další.
V době před uzavřením mnichovské dohody, se na svátek sv. Václava 28. září 1938 v Prostějově konal prosebný průvod za mír. Průvodu se účastnilo cca 5000 občanů. V roce 1939 byl zatčen a vězněn v koncentračním táboře farář P. Ignác Dragoun. Zatčen gestapem a popraven byl kaplan ze sousední farnosti sv. Petra a Pavla P. ThDr. Metoděj Mičola, SDS, který se odvážně vyjádřil k atentátu na Reinharda Heydricha. Prohlásil: "Vraždu neschvaluji, ale nemohu chválit to, co plánovitě dělají Němci českému národu... Hitlerova moc přes všechnu její sílu a přes četná vítězství bude nakonec rozdrcena. Náš národ neskoná !". V době okupace byly zakázány církevní slavnosti a průvody ve veřejných prostranstvích.V Prostějově byla zavedena německá mše v neděli v 9:00.
Po převratu 1948 vnímali komunisté katolickou církev jako překážku k ovládnutí společnosti, chtěla dosáhnout jejího odtržení od Vatikánu. Byla zde myšlenka vytvoření národní církve, která by byla v područí státu. Když se komunistům nepodařilo naklonit církevní představitele na svou stranu, došlo k systematickému pronásledování církve. Po roce 1950 byly odebrány farní matriky a nahrazeny matričními úřady na okresech a obcích. Prostějovské kostely chátraly. Po likvidaci řádů v 50. letech zůstali v Prostějově dva kněží v jediné farnosti. Postupně byl zavřen kostel sv. Jana Nepomuckého, sv. Cyrila a Metoděje a bohoslužby byly slouženy ve farním kostele Povýšení sv. Kříže a v kostele sv. Petra a Pavla. Podobně jako v době německé okupace se nesměla církev veřejně projevovat. Roku 1962 byla kvůli stavbě městských lázní zbořena kaple sv. Floriána (dnešní Floriánské náměstí). Bylo to však zbytečné, protože lázně se stavěly o několik metrů dál. V době zmírnění režimu se roku 1968 začalo vyučovat náboženství ve třídě zřízené nad zákristií a v kostele se provedly nejnutnější opravy.
Po pádu režimu 1989 byl olomouckým arcibiskupem Františkem Vaňákem jmenován salesián P. Jan Gacík, který realizoval další opravy sakrálních prostor. V současnosti je ve farnosti většina církevních budov opravena. Představitelé statutárního města Prostějova se pravidelně účastní významných událostí v životě farnosti. Spolupracují např. při organizaci kulturní akce Noc kostelů, nebo tradičních Hanáckých slavností na svátek Povýšení sv. Kříže.

## Bohoslužby a seznam kostelů
| Kostel                       | Místo                  | Bohoslužba                                       | Bohoslužba                                                  | Poznámka                |
| ---------------------------- | ---------------------- | ------------------------------------------------ | ----------------------------------------------------------- | ----------------------- |
| Kostel Povýšení sv. Kříže    | Prostějov              | neděle pondělí úterý středa čtvrtek pátek sobota | 7:30 a 10:30 8:00 18:00 8:00 8:00 a 17:30 8:00 a 18:00 8:00 | děkanský a farní kostel |
| Kostel sv. Cyrila a Metoděje | Prostějov              | neděle středa                                    | 9:00 17:00                                                  | filiální kostel         |
| Kostel sv. Josefa            | Prostějov - Krasice    | neděle                                           | 18:00 (mimo prázdniny)                                      | filiální kostel         |
| Kaple sv. Anny               | Prostějov - Drozdovice | středa                                           | 18:00 v létě, 16:00 v zimě (poslední středa v měsíci)       | kaple                   |
| Kaple sv. Andělů strážných   | Prostějov              | čtvrtek                                          | 10:30 (poslední čtvrtek v měsíci)                           | kaple                   |
| Kaple Zjevení Páně           | Prostějov              | středa                                           | 10:00                                                       | kaple v budově Charity  |
| Nemocnice Prostějov          | Prostějov              | pondělí                                          | 16:00                                                       | nemocnice               |
| Kaple Nejsvětější Trojice    | Prostějov              | -                                                | pouze výjimečně                                             | kaple                   |

Od 90. let 20. století do roku 2015 patřil do správy farnosti Povýšení sv. Kříže také klášterní kostel sv. Jana Nepomuckého a hřbitovní kaple sv. Kříže. Nyní jsou oba objekty součástí farnosti sv. Petra a Pavla.

### Zaniklé sakrální objekty na území farnosti
- Kaple sv. Floriána
- Augustiniánský klášter s kostelem sv. Kříže
- Františkánský klášter s kostelem sv. Barbory na Brněnském předměstí.

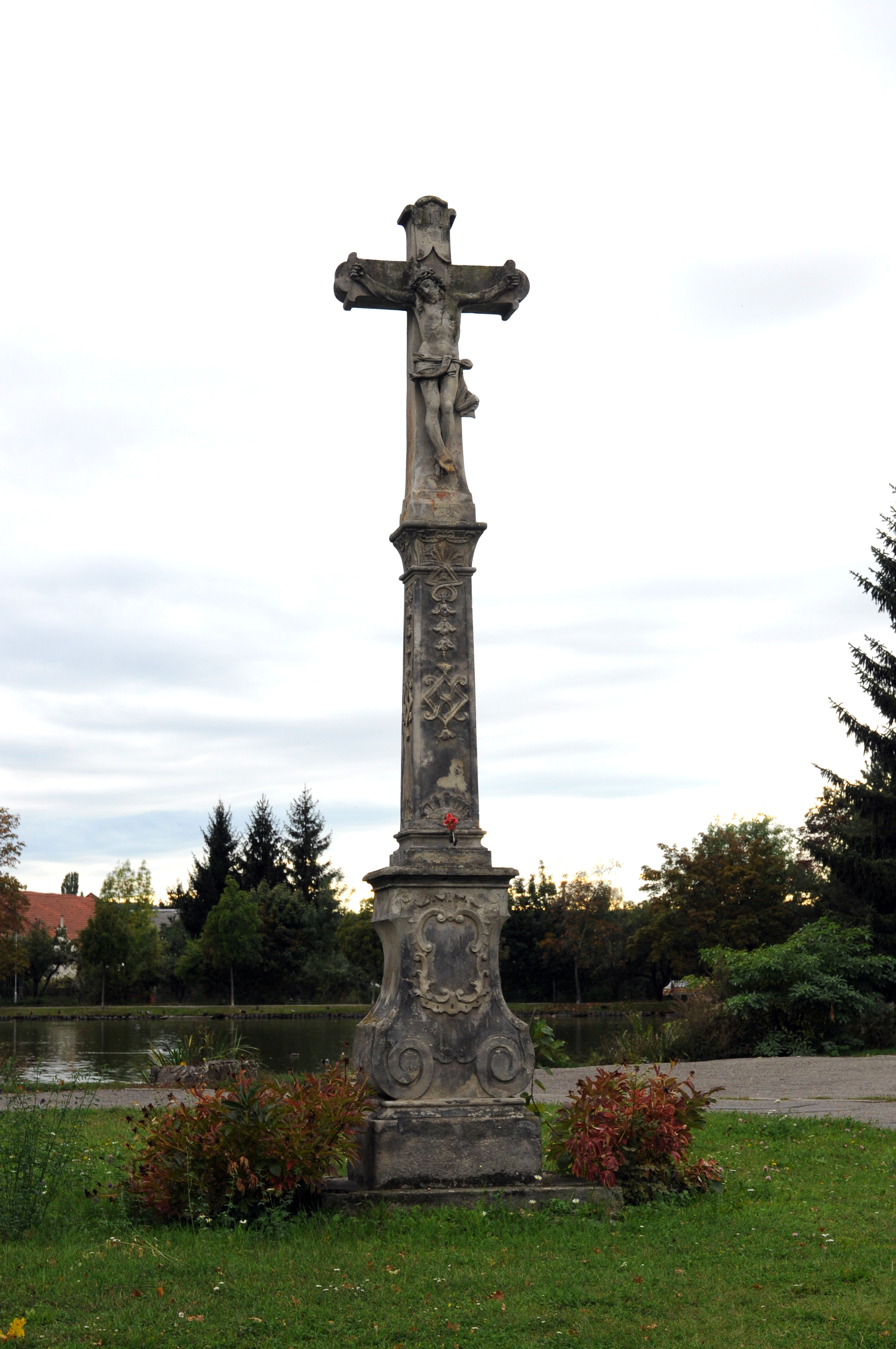
Boží muka u prostějovského rybníka

- Starobylá kaplička v Krasicích

### Drobná sakrální architektura na území farnosti
- Mariánský sloup na náměstí T. G. M.

- Socha svatého Jana Nepomuckého na náměstí T. G. M.
- Socha svatého Jana Nepomuckého na Kostelecké ulici
- Socha svatého Jana Nepomuckého na Brněnské ulici
- Socha svatého Jana Nepomuckého na náměstí J. V. Sládka
- Socha Panny Marie Celenské
- Socha Panny Marie Karlovské
- Krucifixy před kostely
- Krucifix na Komenského ulici
- Krucifix na Brněnské ulici
- Krucifix u rybníka ...

## Posloupnost farářů
- 1383 Jakub, plebán
- 1405 Jan I., první prostějovský probošt
- 1406 Jakub I., probošt kláštera
- 1430 Marek, probošt kláštera (Za jeho působení do města vtrhli husité, zničili klášter, školu, kostel, faru a mnoho dobových listin)
- 1437 Sigmund, probošt
- 1459 Adam, probošt
- 1481 Václav (Venceslaus de Cracovia), probošt
- 1489 Jakub Wyznar de longa villa, zvaný Jakub II., probošt
- 1494 Jan Šťávka, probošt
- 1507 Jan II., administrátor (Poslední představený kláštera, sídlil v Olomouci. Předal zbytek klášterního majetku Janovi z Pernštejna)

### Nekatolická duchovní správa 1522–1622
- 1545 Jan Zahrádka
- Jan Klenovský
- Jiřík
- Jan Charpa
- Jan
- 1560 Jan Maruin (Za něho se pravděpodobně konala v Prostějově první luterská mše)
- Matouš Brodský (Matheus Brodenus), farář a děkan
- 1572 Martin Kožišský
- 1575 Šimon
- 1576 Jan Klenovský
- 1577 Jan Adelfus
- 1585 Jakub Volenský
- 1586 Lukáš Vranovský
- 1587 Martin Boleslavský
- Jakub Melissaeus (Jan Krtský)
- 1585 Martin Rychnovský
- 1596 Martin Svorcius Rychnovský
- 1609 Jiří Dikast z Mířkova
- 1613 Ondřej Dubnický (Dubenius)
- 1618 Jiřík Pivinský
- Jan Dobromělický

### Katolická duchovní správa 1622–1963
- 1622 P. Jan Gottfried Hlaušek, O.Praem (Zakoupil stříbrnou renesanční monstranci)
- 1625 P. Václav Jaich, SJ
- 1633 P. Michal Prokop (Prokopius)
- 1639 P. Jakub Vavřinec Capricius (Kozílek)
- 1663 P. Ignác z Ditrichšteina
- P. Jiří František Polentaria
- P. Václav Koutný
- 1664 P. Jiří Jan Wagner
- 1689 P. Jan Jakub Hofman
- 1688 P. František Ondřej z Mensdorfu
- 1691 P. Martin Čimel (Czmela)
- 1695 P. Jiří Sigmund Hoffmann
- 1703 P. František Xaver Leffler
- 1709 P. Matěj Vejvoda
- 1717 P. Jan Bernard Lev Rothe
- 1720 P. Ferdinand Leopold Josef Bartodějský z Bartoděj
- 1730 P. Jan Birhel
- 1756 P. Bílovský
- 1749 P. Josef Frimmel (administrátor)
- 1759 P. Matouš Koppil (druhý administrátor)
- 1761 P. Antonín Zillich (třetí administrátor)

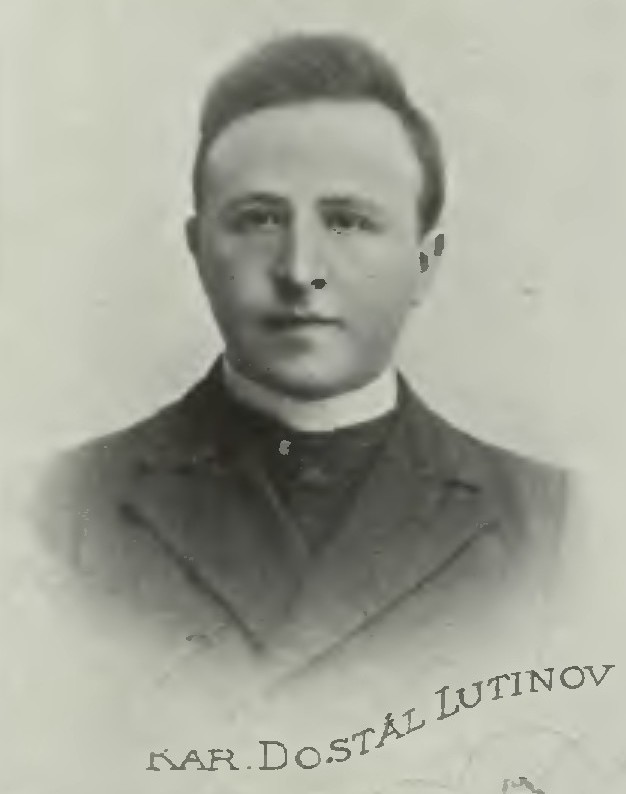
vlastenecký kněz Karel Dostál-Lutinov

- 1765 P. Gabriel Finbinger
- 1787 P. František Keller
- vlastenecký kněz Karel Dostál-Lutinov 1810 P. Ignác Kirchner
- 1819 P. Josef Seeliger
- 1847 P. Jan Humdsfeld
- 1852 P. Dr. Josef Malý
- 1863 P. Josef Novák
- 1894 P. Ludvík Hofmann
- 1904 P. Karel Dostál-Lutinov
- 1923 P. Ignác Dragoun
- 1963 P. PhDr. Vojtěch Cikryt

### Katolická duchovní správa 1900 - současnost
- 1990 P. Jan Gacík, SDB
- 1995 P. František Ptáček,SDB
- 2000 P. Pavel Krejčí, SDB
- 2006 P. Dan Žůrek, SDB
- 2013 P. Ing. Leo Červenka, SDB
- 2016 P. Aleš Vrzala
- 2024 P. Jerzy Walczak

## Fotogalerie

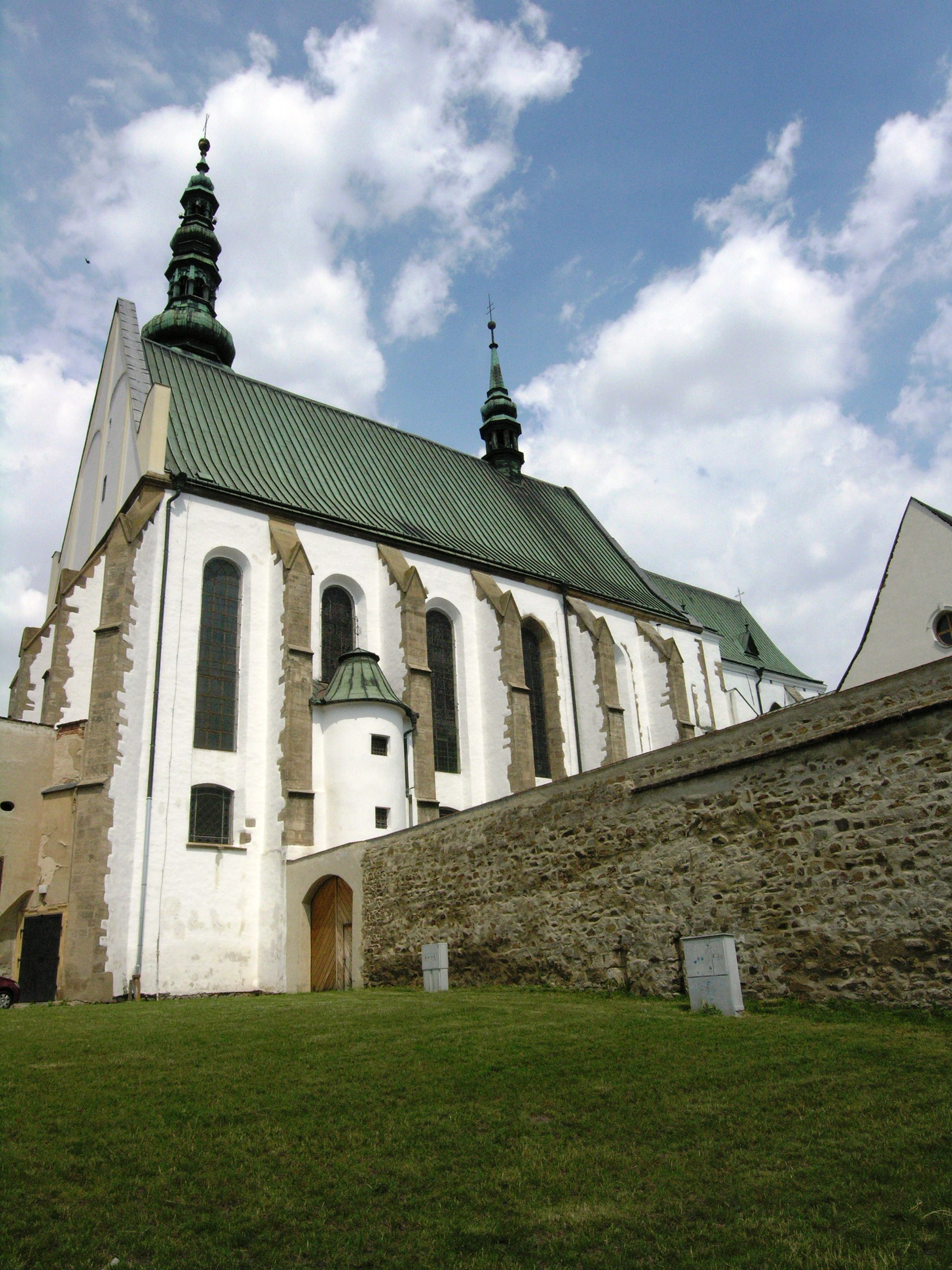
kostel Povýšení sv. Kříže
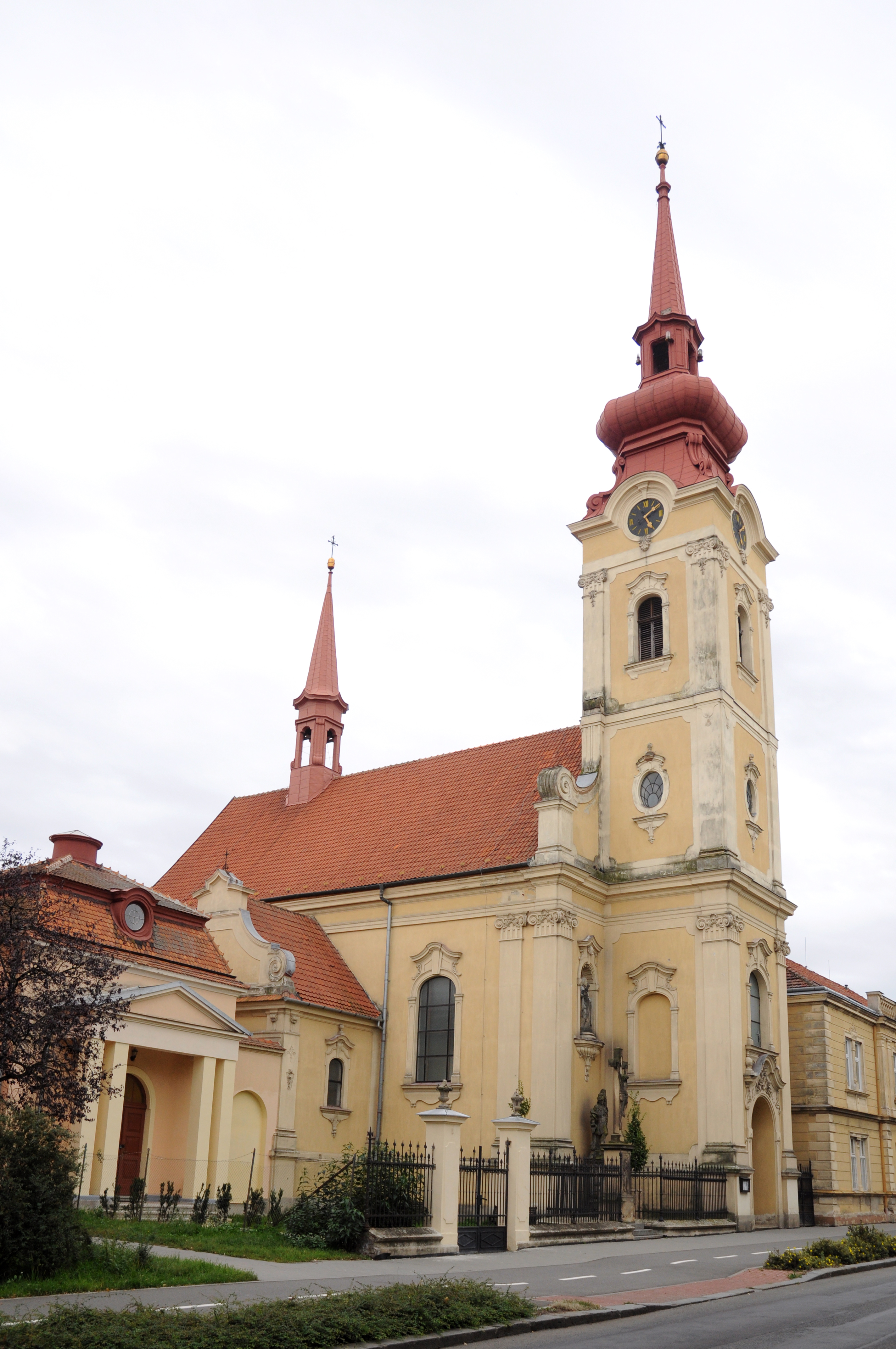
kostel sv. Cyrila a Metoděje
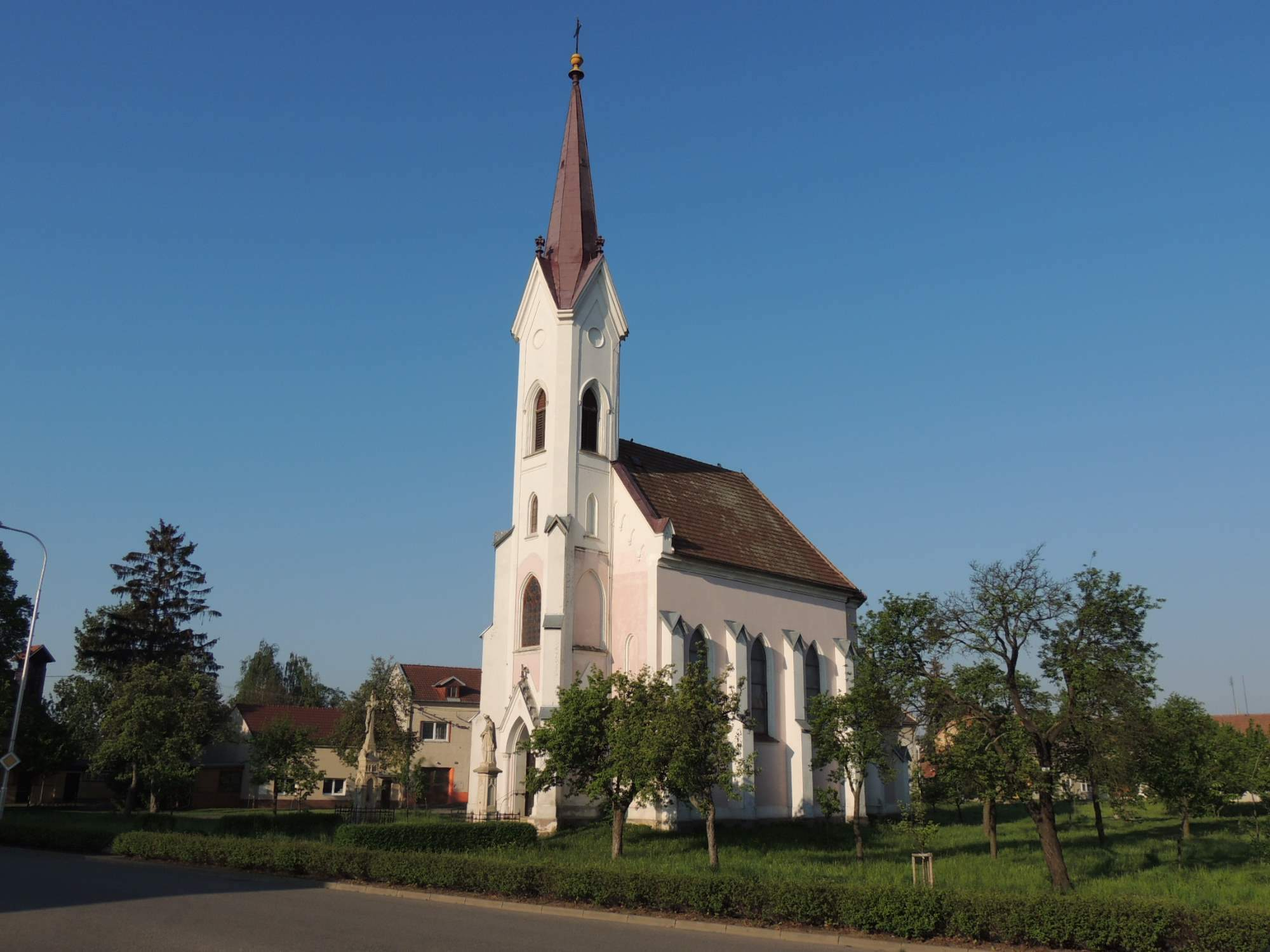
kostel sv. Josefa
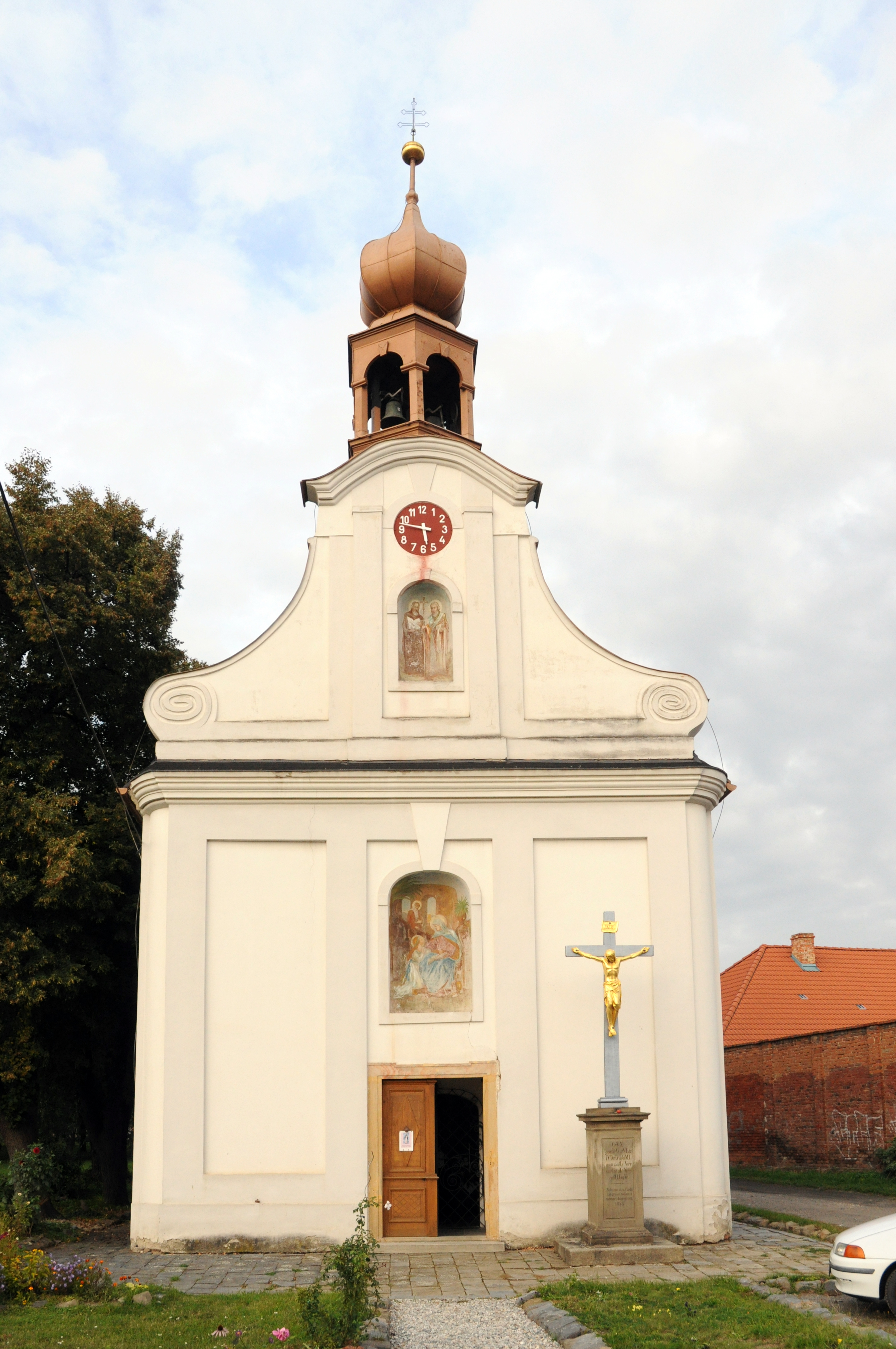
kaple sv. Anny
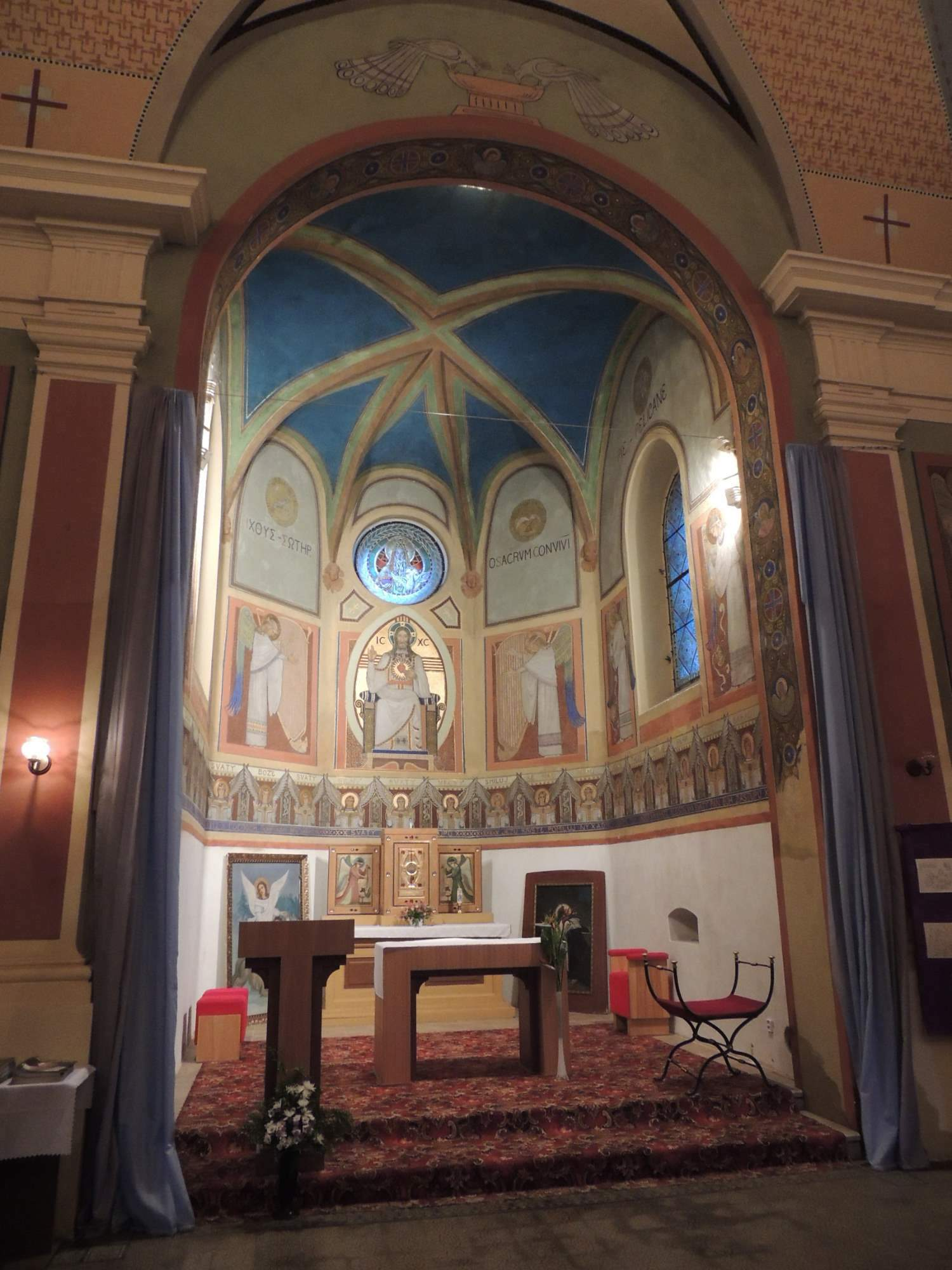
kaple Nejsv. Trojice

## Významné osobnosti
- Johanka z Kravař, moravská šlechtična
- Jan Filipec, kancléř, diplomat, varadínský biskup
- Jindřich Václav Richter, jezuitský kněz a misionář
- František Koželuha, kněz, etnograf, vlastenec, průkopník křesťanského socialismu
- Karel Dostál-Lutinov, kněz, básník, spisovatel, překladatel, představitel Katolické moderny
- Oldřich Beránek, kněz, regionální badatel
- Gorazd Pavel Cetkovský, kněz, generální delegát Českomoravské generální delegatury karmelitánského řádu